# Kyle Rudolph
Kyle Daniel Rudolph (* 9. November 1989 in Cincinnati, Ohio) ist ein ehemaliger US-amerikanischer American-Football-Spieler auf der Position des Tight Ends. Er spielte von 2011 bis 2020 für die Minnesota Vikings in der National Football League (NFL), in der Saison 2021 stand er bei den New York Giants unter Vertrag. 2022 spielte Rudolph für die Tampa Bay Buccaneers.

## College
Rudolph besuchte von 2008 bis 2010 die University of Notre Dame und spielte dort College Football für die Notre Dame Fighting Irish.
Insgesamt kam er als Tight End in drei Jahren am College auf 1.032 Yards und 8 Touchdowns bei 90 gefangenen Bällen.

## NFL
Rudolph wurde im NFL Draft 2011 in der 2. Runde als 43. Spieler insgesamt von den Minnesota Vikings ausgewählt. Er spielte eine solide Rookie-Saison und kam immerhin auf 3 Touchdowns.
Nach der Saison 2012 wurde Rudolph bei insgesamt 9 Touchdowns in den Pro Bowl gewählt, nahm am Pro Bowl 2013 teil und konnte sich in diesem Spiel den MVP-Award sichern.
Rudolph verlängerte am 27. Juli 2014 seinen Vertrag bei den Vikings um 5 Jahre, mit einem Gehalt von 36,5 Mio. US-Dollar.
Zwischen 2015 und 2018 stand er in sämtlichen Regular-Season-Spielen als Starter auf dem Feld, 2017 wurde er zum zweiten Mal in den Pro Bowl gewählt.
Am 2. März 2021 entließen die Vikings Rudolph. Im März 2021 unterschrieb er einen Zweijahresvertrag bei den New York Giants. In 16 Spielen, davon 13 als Starter, fing Rudolph 26 Pässe für 257 Yards und einen Touchdowns. Am 2. März 2022 wurde er von den Giants entlassen.
Am 25. Juli 2022 nahmen die Tampa Bay Buccaneers Rudolph für ein Jahr unter Vertrag.
Am 4. September 2023 gab Rudolph sein Karriereende bekannt.

### Receiving-Statistik
| Jahr   | Team   | Rec | Yards | Avg  | Lng | TD | Fmb | Fmb lst |
| ------ | ------ | --- | ----- | ---- | --- | -- | --- | ------- |
| 2011   | MIN    | 26  | 249   | 9,6  | 41  | 3  | 0   | 0       |
| 2012   | MIN    | 53  | 493   | 9,3  | 29  | 9  | 0   | 0       |
| 2013   | MIN    | 30  | 313   | 10,4 | 31  | 3  | 0   | 0       |
| 2014   | MIN    | 24  | 231   | 9,6  | 23  | 2  | 1   | 0       |
| 2015   | MIN    | 49  | 495   | 10,1 | 47  | 5  | 0   | 0       |
| 2016   | MIN    | 83  | 840   | 10,1 | 44  | 7  | 0   | 0       |
| 2017   | MIN    | 57  | 532   | 9,3  | 34  | 8  | 0   | 0       |
| 2018   | MIN    | 64  | 634   | 9,9  | 44  | 4  | 0   | 0       |
| 2019   | MIN    | 39  | 367   | 9,4  | 32  | 6  | 0   | 0       |
| 2020   | MIN    | 28  | 334   | 11,9 | 25  | 1  | 1   | 1       |
| 2021   | NYG    | 26  | 257   | 9,9  | 60  | 1  | 0   | 0       |
| 2022   | TB     | 3   | 28    | 9,3  | 12  | 1  | 0   | 0       |
| Gesamt | Gesamt | 482 | 4773  | 9,9  | 60  | 50 | 2   | 1       |